# Robert Rettig
Robert Rettig (i riksdagen kallad Rettig i Gävle), född 7 juni 1818 i Gävle, död där 17 maj 1886, var en svensk grosshandlare och politiker. 
Robert Rettig var son till bruksägaren Pehr Christian Rettig och bror till bruksägaren och riksdagsmannen Carl Anton Rettig.
Robert Rettig blev 1840 delägare i familjeföretaget P.C. Rettig & Co, som omfattade en tobaksfabrik, en bruksrörelse samt skeppsbyggeri och rederiverksamhet. Han var företagets helägare 1862–1872 och därefter delägare med sonen John Rettig, som helt övertog firman efter hans död. I Gävle stad var Robert Rettig drätselkammarens ordförande 1863–1874 och därefter stadsfullmäktiges ordförande 1874–1886. 
Han var riksdagsledamot i första kammaren för Gävleborgs läns valkrets 1871–1879. I riksdagen var han bland annat ledamot av bankoutskottet 1871–1879.
Robert Rettig var far till grosshandlaren och riksdagsmannen John Rettig samt till företagsledaren Fredric von Rettig.